# Die andere Seite (film)
Die andere Seite è un film antimilitarista tedesco del 1931 diretto da Heinz Paul.
Tratto dal dramma Il grande viaggio del commediografo britannico Robert Cedric Sherriff, sceneggiato da Hella Moja (moglie del regista) e Hans Reisiger, Die andere Seite è considerato l'analogo tedesco di All'ovest niente di nuovo

## Trama
La vicenda si svolge in Francia durante la prima guerra mondiale alla fine del marzo 1918, poco prima dell'Offensiva di primavera, gli ultimi assalti da parte delle forze militari tedesche sul Fronte occidentale. In una trincea britannica nei pressi di Saint-Quentin, giunge il giovane sottotenente James Raleigh ("Jimmy"). Jimmy è lieto per essere stato trasferito nella compagnia comandata dal capitano Stanhope: conosce infatti da molto tempo Stanhope, il quale è fidanzato con sua sorella. La guerra tuttavia ha cambiato Stanhope il quale è diventato alcolizzato; Stanhope cerca ugualmente di mantenere l'immagine dell'ufficiale esemplare.
Viene ordinato a Raleigh e al tenente Osborne di avvicinarsi alle linee nemiche e catturare un militare tedesco in modo che possa essere interrogato. Durante l'azione Osborne viene ucciso e Raleigh si rende conto per la prima volta degli orrori della guerra. In seguito anche Jimmy Raleigh viene gravemente ferito nel corso di un attacco scatenato dai tedeschi e muore tra le braccia di Stanhope.